# Puig de la Collada Verde
Puig de la Collada Verde (lub też Puig de la Collada Verda) – szczyt w Pirenejach, w paśmie Pirenejów Wschodnich. Położony jest w południowej Francji, w departamencie Pireneje Wschodnie. Wznosi się na wysokość 2403 m n.p.m.